# Nyírkércs
Nyírkércs är en ort (by) i provinsen Szabolcs-Szatmár-Bereg i östra Ungern. Orten har 692 invånare (2024), på en yta av 14,28 km². Den ligger cirka 25,5 kilometer nordost om Nyíregyháza.